# Список славянских богов
В данной статье перечислены славянские божества языческого пантеона и персонажи низшей мифологии с краткими характеристиками их функций.

## Общеславянскиебоги
- Перун — громовержец, главный бог пантеона[1].
- Мать — сыра земля — женский образ олицетворённой плодородной, родящей земли-матери. Смотрите, например, такие общеславянские обычаи как клятва землёй, исповедь земле, целование земли и так далее[2].

## Богивосточных славян

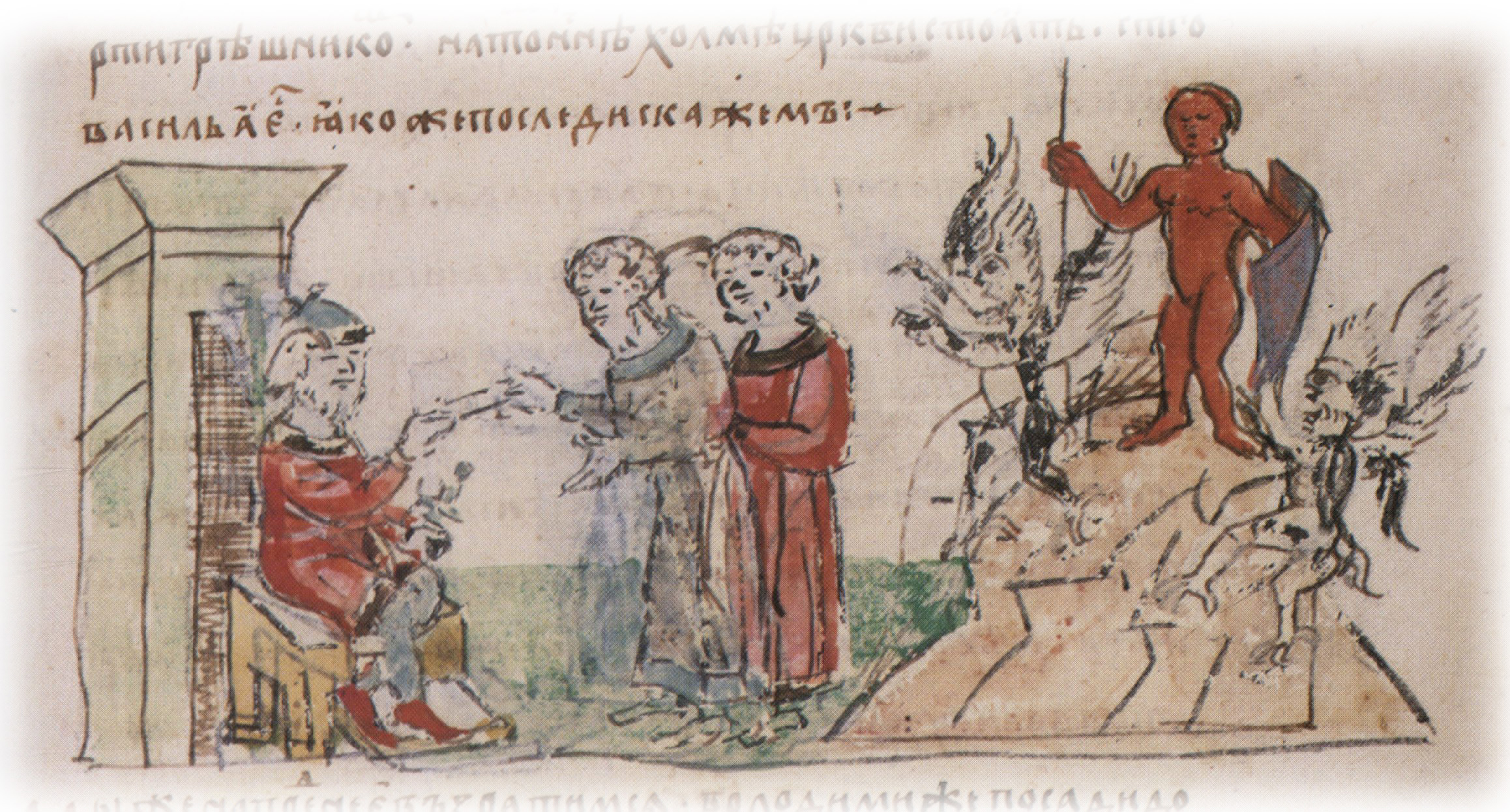
Княжение Владимира Святославича в Киеве; воздвигнутый по его повелению идол Перуна в окружении бесов. Миниатюра из Радзивилловской летописи конца XV века

### Пантеон князяВладимира[3]
- Перун — главный бог, покровитель князя и дружины, также громовержец[4]. Сменился Илиёй-пророком[5].
- Хорс — олицетворённое солнце[6].
- Дажьбог — солнечное божество, в фольклоре — замыкает зиму и отмыкает весну, покровитель свадеб, в «Слове о полку Игореве» — предок русичей[7][8].
- Стрибог — божество, связанное, вероятно, с атмосферными функциями (ветром)[9].
- Семаргл — полубожественный персонаж с неясными функциями, возможно — вестник между небесным и земным мирами[3].
- Мокошь — женское божество, покровительница прядения и ткачества[10]. Сменилась Параскевой-Пятницей[11].

### Другие богиКиевской Руси
- Волос ~ Велес — учёными обычно отождествляются, однако в источниках упоминаются в разных контекстах:
  - Волос — «скотий бог», покровитель скота[12]. Сменился св. Власием Севастийским[13].
  - Велес — бог-покровитель[14] сказителей и поэзии[15], поскольку сказитель Боян назван в «Слове о полку Игореве» Велесовым внуком[16].
- Рожаницы и Род — персонажи, олицетворявшие предначертанное, судьбу новорождённого, «что на роду написано»[17].
- Сварог — возможно, бог-кузнец[18], вероятнее — дух огня[19]. Некоторые исследователи отождествляют Сварога со Сварожичем[20].
- Сварожич — олицетворённый огонь[21].

### «Боги» и персонажи книжного происхождения
- Троян — персонаж-символ древности в «Слове о полку Игореве». В других источниках перечисляется вместе с остальными богами[22]. На Русь был заимствован видимо из южнославянской фольклорной традиции.
- Дый — вариант имени античного Зевса в древнерусских поучениях против язычества.
- Сирин, Алконост, Гамаюн — мифические птицы древнерусских книжных произведений, заимствованы из античной традиции.

## Богизападных славян

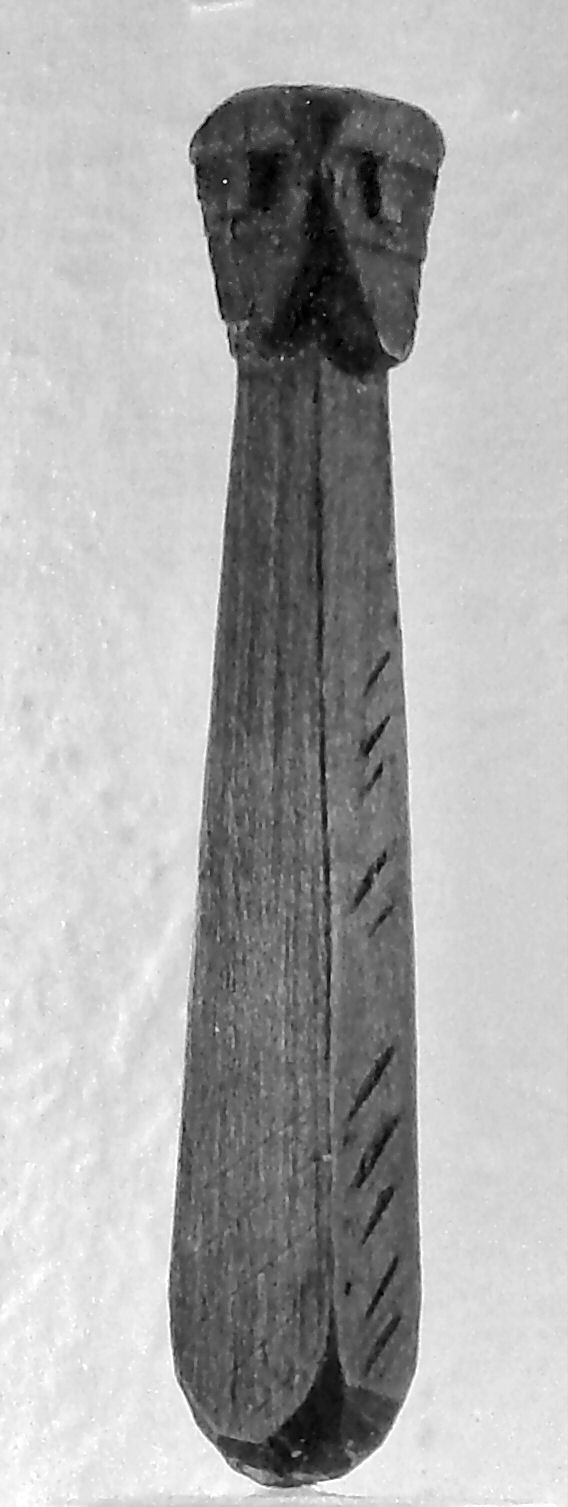
Идол балтийских славян (о. Волин)

### Богибалтийских славян
- Святовит — главный бог Арконы, связан с войной и победой[23]
- Триглав — главный бог своей местности, с ним связан священный вороной конь, у его идола три головы[24]
- Сварожич (Радегаст) — главный бог земли ратарей, связан с воинскими функциями[25]
- Чернобог — злой бог, приносящий несчастье[26]
- Прове — главный бог округи Старгарда, почитался в священной дубовой роще[27]
- Припегала — бог с неясными функциями, судя по источнику — «дионисийского» типа[28]
- Подага — бог вагров с неясными функциями, имевший храм и идол в Плуне[29]
- Жива — женское божество, главное божество своей местности[30]
- Яровит — бог войны и плодородия[31]
- Руевит — главный бог Кореницы, бог войны[32]
- Поревит и Поренут — боги с неясными функциями[32][33]

### Мифологические персонажи
- Марена (Морена, Маржана, Мара) — весенний мифо-ритуальный персонаж, чучело, воплощение смерти и зимы, которое топили, разрывали или сжигали
- Рарог — мифологическая огненная птица

## Мифологические персонажиюжных славян

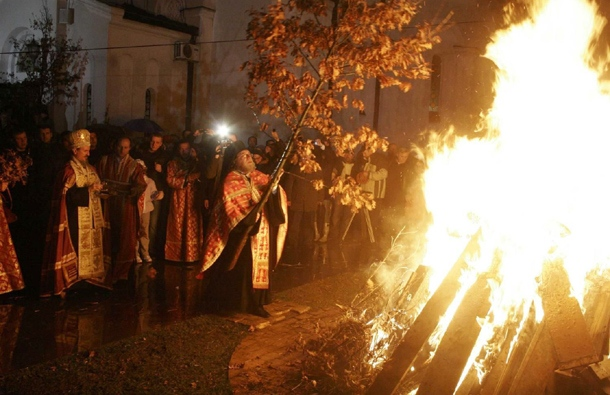
Сожжение бадняка на костре у храма св. Саввы в Белграде

- Бадняк — мифо-ритуальный персонаж, символизирующий старый год. Воплощается поленом, которое сжигают под Рождество.
- Божич — мифо-ритуальный персонаж, символизирующий новый год. «Молодой бог» в противоположность Бадняку — «Старому богу».
- Вилы — женские водные духи, сходные с русалками.
- Герман — сезонный персонаж, связанный с плодородием
- Дабог — мифологизированный образ «царя на земле», в противоположность Богу на небе.
- Додола или Папаруда — женский персонаж, участвующий в ритуалах вызова дождя. Связана с Перуном.
- Здухач — человек или животное, обладающие способностью бороться с непогодой.
- Судженицы — существа женского пола, определяющие судьбу ребёнка при рождении.

## Персонажи низшей мифологии

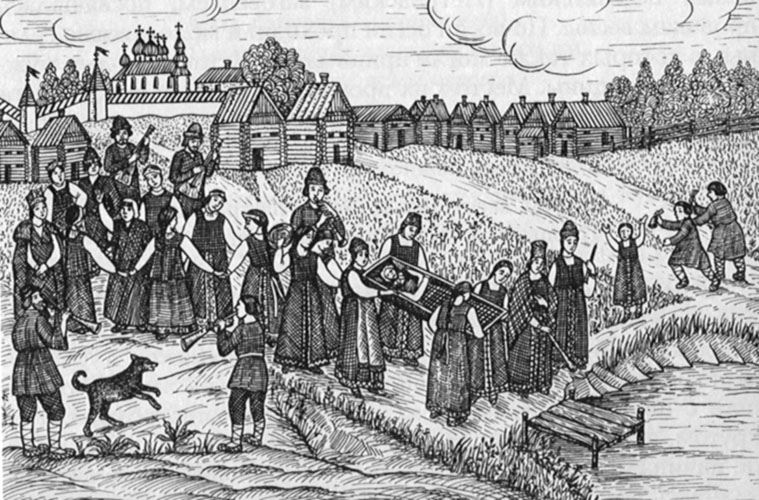
Похороны Костромы. Рисунок с лубка. XIX век

### Ритуально-календарные персонажи
- Масленица[34]
- Ярила[35]
- Кострома[36]
- Кострубонька[37]
- Коляда[38]
- Купала

Обрядовые и фольклорные олицетворения праздников являлись не богами, а персонажами карнавально-игровой природы. По мнению ряда учёных, будучи архаичным этапом развития культа умирающего и воскресающего божества, мыслились средоточием сил плодородия и плодовитости. После чествования и оплакивания чучела разрывались, утапливались или сжигались. Остатки разбрасывались по полям или в хлеву.
- Заложные покойники — люди, умершие не своей смертью (утопленники, самоубийцы, опойцы и т. д.)[40].
- Русалка — душа «заложного» покойника[40][41].
- Мавка — злой дух, русалка, дух умершего некрещёного ребёнка.
- Вила — женское мифологическое существо, в которое превращаются девушки, умершие без крещения.
- Упырь — общеславянский мифологический персонаж, заложный покойник, встающий по ночам из могилы; вредит людям и скоту, пьёт их кровь, наносит ущерб хозяйству[42].
- Святочная нечисть — нечистая сила, активизирующаяся во время Святок.
- Бес — злой, враждебный людям дух.
- Волколак — колдун-оборотень, способный принимать облик волка.
- Берегиня — женский персонаж[43], упомянутый в оригинальных вставках в древнерусских текстах XIV—XV веков[44] — церковных поучениях против язычества.
- Лихорадка — женский дух, вселяющийся в человека и вызывающий болезни.
- Огненный змей — демон в виде огненного шара, залетающий в печную трубу и посещающий женщин, тоскующих по мужьям.
- Кикимора — отрицательный женский персонаж, обитающий в жилище человека и в других постройках, прядущий по ночам.
- Полудницы — женские полевые духи полудня, как рубежного и критического времени.
- Домовой — дух-покровитель дома.
- Банник — дух-хозяин бани.
- Дворовой — дух-хозяин двора.
- Овинник — дух-хозяин овина.
- Водяной — дух-хозяин рек и водоёмов.
- Леший — дух-хозяин леса.
- Баба-яга.
- Борута — польское название духа — хозяина леса (Лешего).